# فورستناو
فورستناو ألمانيا (بالألمانية: Fürstenau, Germany) هي بلدة ألمانية تقع في ألمانيا في سكسونيا السفلى.[بحاجة لمصدر] يقدر عدد سكانها بـ 9,934 نسمة .

## توأمة
لفورستناو اتفاقيات توأمة مع:
- هوين نويندورف